# L'Aveteda
L'Aveteda és un bosc d'avets al Paratge de Passavets, a l'obac del Turó Gros, prop de la vall de Santa Fe, al terme municipal de Fogars de Montclús (Vallès Oriental) a uns 1.500 m d'altitud, dins de la Zona de Reserva Natural Turó de l'Home - Les Agudes (Parc Natural del Montseny). És de titularitat pública (Diputació de Barcelona).
L'Aveteda, que també és coneguda amb el nom de L'avetosa de Passavets és una de les dues avetoses que hi ha al Montseny, juntament amb la del Matagalls. Són les avetoses més meridionals de la península Ibèrica, creixen als vessants més obacs dels cims i en contacte amb la fageda. Al Montseny, aquests boscos típicament centreeuropeus representen una illa al mig d'un mar de vegetació mediterrània.

## Història
L'aveteda va ser emprada a antigament per recol·lectar trementina de l'oli de l'avet i de les pinyes, utilitzades en la creació d'un xarop amb efectes expectorants i antitussígens. La seva explotació va tenir dos períodes destacats: el primer al segle XVI i XVII, quan es va utilitzar la fusta de l'avet per construir pals per a les velles embarcacions, i el segon a principis del segle xx, quan durant quinze anys es va instal·lar una serradora mecànica l'any 1918 per a l'obtenció de bigues i taulons.